# وکیل یک دلاری
وکیل یک دلاری (انگلیسی: One Dollar Lawyer; کره‌ای: 천원짜리 변호사) یک مجموعهٔ تلویزیونی کره جنوبی سال ۲۰۲۲ با بازی نام گونگ مین و کیم جی-اون است. نویسندگان این مجموعه چوی سو جین و چوی چانگ هوان هستند که برندهٔ جایزه بزرگ در مسابقه فیلمنامه اس‌بی‌اس ۲۰۱۵ شدند. وکیل یک دلاری از ۲۳ سپتامبر تا ۱۱ نوامبر ۲۰۲۲، روزهای جمعه و شنبه ساعت ۲۲:۰۰ (کی‌اس‌تی) از اس‌بی‌اس برای ۱۲ قسمت پخش شد.

## بازیگران

### اصلی
- نام گونگ مین در نقش چون جی هون، یک وکیل که برای هر پرونده تنها هزار وون می‌گیرد.[۳]
- کیم جی-اون در نقش بک ما ری، آخرین مجری مؤسسه تحقیقات و آموزش قضایی.[۴]
- چوی ده هون در نقش سو مین هیوک، یک دادستان که در دنیای حقوقی هر چه را که دوست دارد، می‌خواهد.[۵]
- لی دوک-هوا در نقش بک هیون مو، وکیلی که مؤسس یک شرکت حقوقی بزرگ است.[۶]
- پارک جین وو در نقش سا ما جانگ، کارمند یک شرکت حقوقی.[۷]

## تولید
وکیل یک دلاری برنامه‌ریزی‌شده و تولید شده توسط دپارتمان درامای اس‌بی‌اس است که با نام استودیو اس شناخته می‌شود. در ۱۸ اوت ۲۰۲۲، توسط تیم تولید تصاویر جلسه فیلمنامه خوانی منتشر شد.
کنفرانس مطبوعاتی وکیل یک دلاری که قرار بود در ۲۰ سپتامبر برگزار شود، به خاطر مثبت شدن تست کووید ۱۹ بازیگر نام گونگ مین در همان روز لغو شد.